# 羅比·克魯斯
羅比·托马斯·克魯斯（英語：Robbie Thomas Kruse；1988年10月5日—）是一位已退役的澳大利亞足球運動員，在場上的位置是前鋒。他曾效力於勒沃庫森、史特加、遼寧宏運及澳大利亞國家足球隊。

## 榮譽
澳洲
- 亞足協亞洲盃：2015[4]

個人
- 墨爾本勝利 年度年青球員：2009–10、2010–11
- 澳大利亞職業足球聯賽 PFA Team of the Season：2010–11
- Harry Kewell Medal：2012–13
- PFA Footballer of the Year：2012–13